# Articulation radio-ulnaire distale
L'articulation radio-ulnaire distale (ou articulation radio-cubitale inférieure) est une articulation constitutive de l'articulation du poignet.

## Structure
L'articulation radio-ulnaire distale est une articulation trochoïde qui unit les épiphyses distales du radius et de l'ulna.
Les surfaces articulaires mises en jeu sont :
- la circonférence articulaire de la tête de l'ulna,
- l'incisure ulnaire du radius
- le disque articulaire radio-ulnaire distal

## Moyens d'union
La capsule mince et lâche s'insère sur la limite des surfaces articulaires et sur les bords du disque articulaire radio-ulnaire distal.
Elle est renforcée à l'avant par des fibres obliques en bas et en dedans formant le ligament radio-ulnaire antérieur, et à l'arrière de façon symétrique par le ligament radio-ulnaire postérieur.
En dessous de la tête de l'ulna, le disque articulaire radio-ulnaire distal, disposé horizontalement, joue le rôle à la fois de ligament interosseux et de surface articulaire avec une face inférieure recouverte de cartilage hyalin.
Il est de forme triangulaire avec son sommet inséré sur le processus styloïde de l'ulna et sa base sur le bord inférieur de l'incisure ulnaire du radius. Ses bords adhèrent à la capsule articulaire.
Sa face inférieure s'attache à l'os triquetrum, au ligament ulno-triquetral, à l'os lunatum et à la gaine du muscle extenseur ulnaire du carpe.

## Anatomie fonctionnelle

L'articulation radio-ulnaire distale en action.

L'articulation radio-ulnaire distale permet conjointement avec l'articulation radio-ulnaire proximale les mouvements de pronation et de supination de l'avant-bras.
Pendant ces mouvements, la tête du radius tourne au niveau de l'articulation radio-ulnaire proximale à l'intérieur du cylindre formé par l'incisure radiale et le ligament annulaire suivant l'axe qui passe par le centre de la facette articulaire de la tête du radius en haut et le centre de la tête de l'ulna en bas. L'extrémité inférieure du radius tourne autour de la tête de l'ulna.
Ces mouvements sont limités par le ligament carré.
L'avant-bras fléchi à 90°, l'amplitude du mouvement de supination est de 80-90°, celui de la pronation de 70-90° par rapport à la position de repos.
Les muscles supinateurs sont les muscles biceps brachial, brachio-radial et supinateur.
Les muscles pronateurs sont les muscles brachio-radial, carré pronateur et rond pronateur.

## Aspect clinique
Les lésions de l'articulation radio-ulnaire distale résultent souvent de chutes sur une main tendue. Elles peuvent survenir avec une fracture concomitante du radius distal, de l'ulna, ou peuvent être isolées.

## Galerie

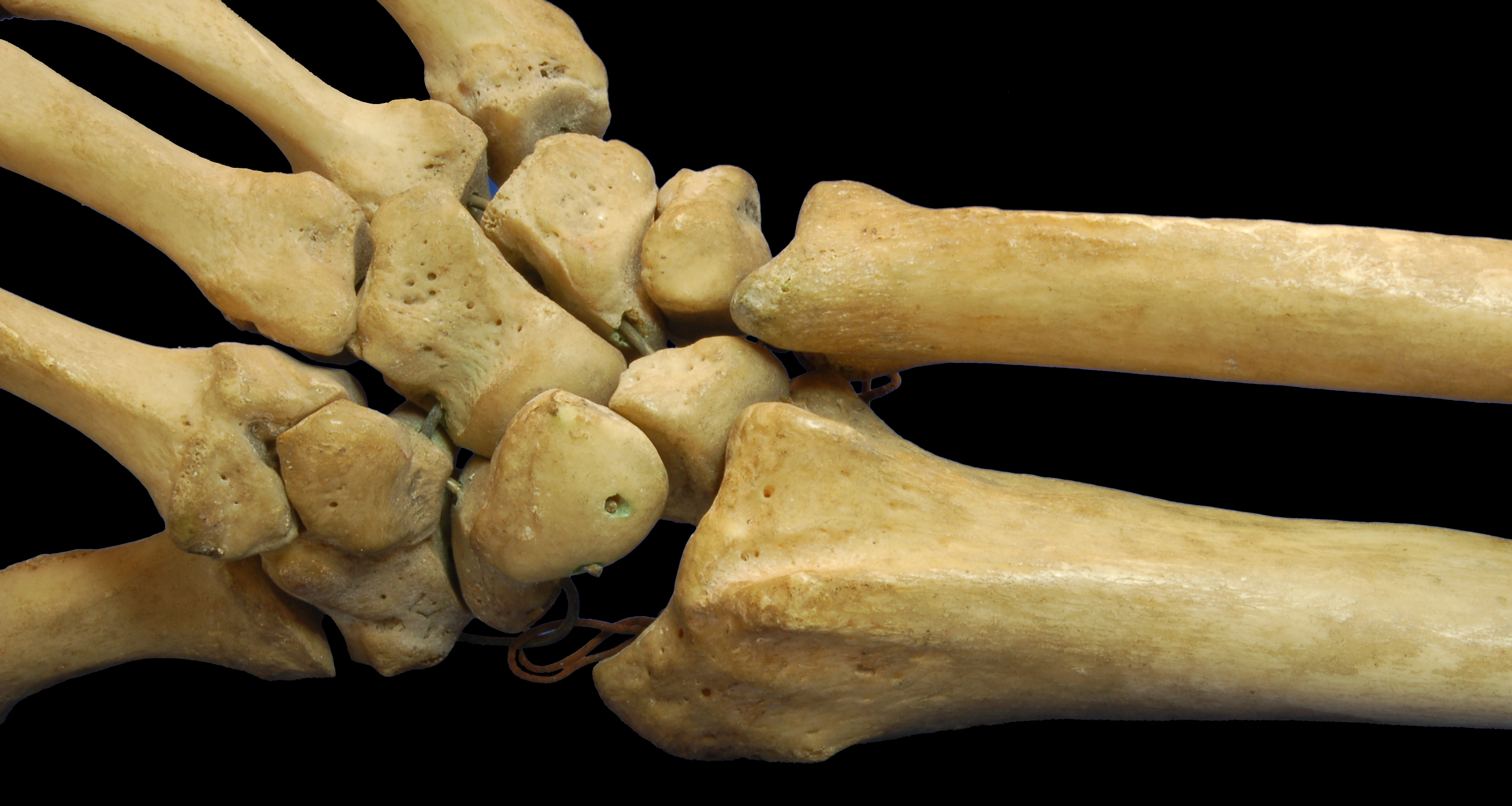
Extrémités distales du radius et de l'ulna avec les os du poignet et de la main.
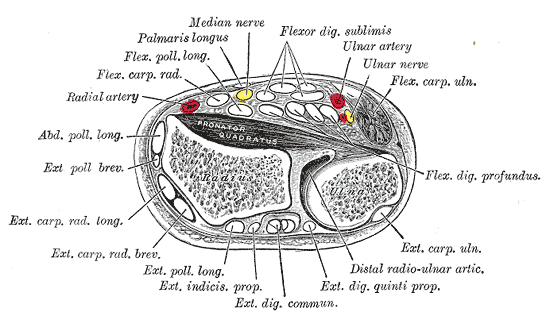
Section transversale à travers les extrémités distales du radius et de l'ulna.